# Autoradiografia

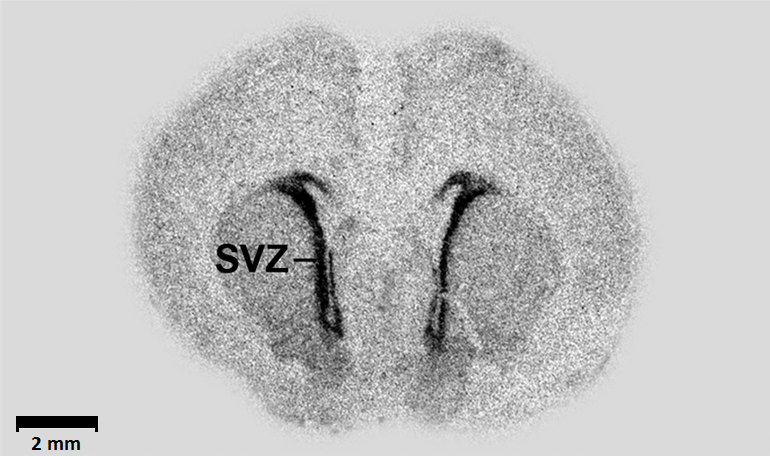
Autoradiografia di una fetta coronale del cervello prelevata da un ratto embrionale. Il marcatore legante GAD67 è altamente espresso nella zona subventricolare.

Un'autoradiografia è un'immagine prodotta su una pellicola radiografica a raggi X o su un'emulsione nucleare prodotta dal modello di emissioni di decadimento (ad esempio particelle beta o raggi gamma) dovuta alla distribuzione di una sostanza radioattiva. L'autoradiografia è disponibile anche come immagine digitale (autoradiografia digitale), grazie al recente sviluppo di rivelatori di gas a scintillazione o di sistemi di imaging al fosforo delle terre rare. La pellicola o l'emulsione viene applicata alla sezione di tessuto etichettata per ottenere l'autoradiografia (detta anche autoradiogramma). Il prefisso auto- indica che la sostanza radioattiva è presente nel campione, a differenza del caso dell'istoradiografia o della microradiografia, in cui il campione viene marcato utilizzando una sorgente esterna. Alcune autoradiografie possono essere esaminate al microscopio per individuare la localizzazione di granuli d'argento (ad esempio all'interno o all'esterno delle cellule o degli organelli); in questo caso il processo è definito microautoradiografia. Ad esempio, quest'ultima è stata utilizzata per esaminare se l'atrazina veniva metabolizzata dalla pianta di antocerote o da microrganismi epifiti nello strato di biofilm che circonda una pianta.

## Applicazioni
In biologia questa tecnica può essere utilizzata per determinare la localizzazione tissutale (o cellulare) di una sostanza radioattiva, introdotta in un percorso metabolico, legata a un recettore  o a un enzima, o ibridata a un acido nucleico. Molteplici altre applicazioni dell'autoradiografia spaziano dalle scienze biomediche a quelle ambientali, fino all'industria.

### Autoradiografia del recettore
L'uso di ligandi radiomarcati per determinare le distribuzioni tissutali dei recettori è definito autoradiografia del recettore, in vivo o in vitro se il ligando viene somministrato rispettivamente nella circolazione (con successiva rimozione e sezionamento del tessuto) o applicato alle sezioni di tessuto. Una volta nota la densità del recettore, l'autoradiografia in vitro può essere utilizzata anche per determinare la distribuzione anatomica e l'affinità di un farmaco radiomarcato verso il recettore. Per l'autoradiografia in vitro, il radioligando veniva applicato direttamente sulle sezioni di tessuto congelato, senza somministrazione al soggetto, pertanto non era possibile seguire completamente la situazione di distribuzione, metabolismo e degradazione nell'organismo vivente. Tuttavia, poiché il bersaglio nelle criosezioni è ampiamente esposto e può entrare in contatto diretto con il radioligando, l'autoradiografia in vitro rimane un metodo rapido e semplice per selezionare farmaci candidati e ligandi PET e SPECT. I ligandi sono generalmente etichettati con 3H (trizio), 18F (fluoro), 11C (carbonio) o 125I (radioiodio). Rispetto all'autoradiografia in vitro, quella ex vivo viene eseguita dopo la somministrazione del radioligando nel corpo, il che può ridurre gli artefatti ed è più vicino all'ambiente interno.
La distribuzione dei trascritti di RNA nelle sezioni di tessuto mediante l'uso di oligonucleotidi complementari radiomarcati o acidi ribonucleici ("riboprobes") è chiamata istochimica di ibridazione in situ. I precursori radioattivi del DNA e dell'RNA, rispettivamente [ 3H]- timidina e [ 3H]- uridina, possono essere introdotti nelle cellule viventi per determinare la tempistica di diverse fasi del ciclo cellulare. Anche le sequenze virali di RNA o DNA possono essere localizzate in questo modo. Queste sonde sono solitamente etichettate con 32P, 33P o 35S.
Nell'ambito dell'endocrinologia comportamentale, l'autoradiografia può essere utilizzata per determinare l'assorbimento ormonale e indicare la posizione del recettore; un ormone radiomarcato può essere iniettato in un animale oppure lo studio può essere condotto in vitro .

### Tasso di replicazione del DNA
Il tasso di replicazione del DNA in una cellula di topo in crescita in vitro è stato misurato tramite autoradiografia come 33 nucleotidi al secondo.  Il tasso di allungamento del DNA del fago T4 nell'Escherichia coli infettato dal fago è stato misurato anche tramite autoradiografia a 749 nucleotidi al secondo durante il periodo di aumento esponenziale del DNA a 37 °C (99 °F).

### Rilevazione della fosforilazione proteica
La fosforilazione è l'aggiunta post-traduzionale di un gruppo fosfato a specifici amminoacidi delle proteine e tale modifica può portare a un drastico cambiamento nella stabilità o nella funzione di una proteina nella cellula. La fosforilazione proteica può essere rilevata tramite autoradiografia, dopo aver incubato la proteina in vitro con la chinasi appropriata e γ-32P-ATP. Il fosfato radiomarcato di quest'ultimo viene incorporato nella proteina che viene isolata tramite SDS-PAGE e visualizzata su un'autoradiografia del gel. (Vedi figura 3 di uno studio recente che mostra che la proteina legante CREB è fosforilata da HIPK2)

### Rilevazione del movimento degli zuccheri nel tessuto vegetale
In fisiologia vegetale, l'autoradiografia può essere utilizzata per determinare l'accumulo di zucchero nel tessuto fogliare. L'accumulo di zucchero, in relazione all'autoradiografia, può descrivere la strategia di caricamento del floema utilizzata in una pianta. Ad esempio, se gli zuccheri si accumulano nelle nervature minori di una foglia, ci si aspetta che le foglie abbiano poche connessioni plasmodesmatiche, il che è indicativo di movimento apoplastico o di una strategia attiva di caricamento del floema. Gli zuccheri, come saccarosio, fruttosio o mannitolo, vengono radiomarcati con [14-C] e quindi assorbiti nel tessuto fogliare per semplice diffusione. Il tessuto fogliare viene quindi esposto a una pellicola autoradiografica (o emulsione) per produrre un'immagine, la quale mostrerà modelli di venature distintivi se l'accumulo di zucchero è concentrato nelle venature della foglia (movimento apoplastico), oppure mostreranno un modello statico se l'accumulo di zucchero è uniforme in tutta la foglia (movimento simplastico).

### Altre tecniche
Questo approccio autoradiografico è in contrasto con tecniche quali PET e SPECT, in cui l'esatta localizzazione tridimensionale della sorgente di radiazioni è fornita dall'uso attento del conteggio delle coincidenze, dei contatori gamma e di altri dispositivi.
Il Krypton-85 viene utilizzato per ispezionare i componenti degli aeromobili alla ricerca di piccoli difetti. Si lascia che il Krypton-85 penetri in piccole crepe e la sua presenza viene poi rilevata tramite autoradiografia. Il metodo è chiamato "imaging con penetrante gas kripton". Il gas penetra in aperture più piccole rispetto ai liquidi utilizzati nell'ispezione con liquidi penetranti coloranti e nell'ispezione con liquidi penetranti fluorescenti.

## Eventi storici

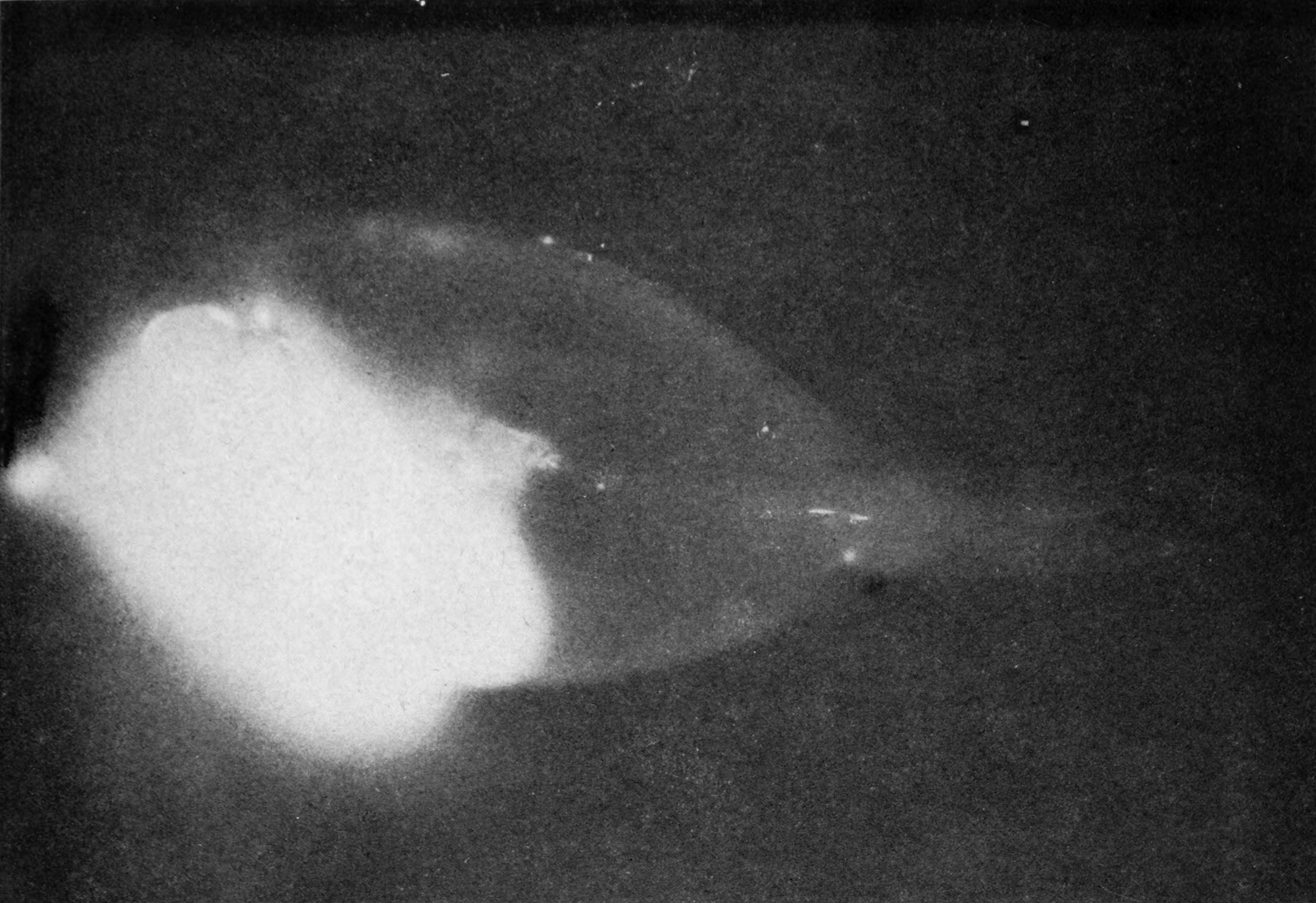
Un pesce chirurgo radioattivo produce i propri raggi X. La zona luminosa è il risultato di un pasto di alghe fresche. Il resto del corpo ha assorbito e distribuito abbastanza plutonio da rendere le squame radioattive. Al momento della cattura, il pesce era vivo e apparentemente sano.

Il compito di decontaminazione radioattiva in seguito al test nucleare Baker sull'atollo di Bikini durante l'operazione Crossroads nel 1946 fu molto più arduo di quanto la Marina statunitense avesse stimato. Sebbene l'inutilità del compito fosse diventata evidente, e il pericolo per le squadre di bonifica aumentasse, il colonnello Stafford Warren, responsabile della sicurezza dalle radiazioni, ebbe difficoltà a convincere il viceammiraglio William HP Blandy ad abbandonare la bonifica e con essa le navi bersaglio sopravvissute. Il 10 agosto Warren mostrò a Blandy un'autoradiografia realizzata da un pesce chirurgo della laguna, lasciata su una lastra fotografica durante la notte. La pellicola è stata esposta alle radiazioni alfa prodotte dalle squame del pesce, a dimostrazione del fatto che il plutonio, imitando il calcio, era stato distribuito nel pesce. Blandy ordinò immediatamente di interrompere ogni ulteriore lavoro di decontaminazione. Warren scrisse a casa: "Una radiografia di un pesce... ha funzionato."

### Primaria
- Askins, Barbara S., Photographic image intensification by autoradiography, in Applied Optics, vol. 15, n. 11, 1º novembre 1976,  pp. 2860–2865, Bibcode:1976ApOpt..15.2860A, DOI:10.1364/ao.15.002860, PMID 20165502. URL consultato il 26 giugno 2014.

### Approfondimenti
- Andrew W Rogers, Techniques of Autoradiography, 3rd, Elsevier North Holland, 1979, ISBN 978-0-444-80063-3.
- Patent US4101780 Treating silver with a radioactive sulfur compound such as thiourea or derivatives, Google Patents, 26 Giugno 2014.